# Rodrigo Abascal
Rodrigo Abascal Barros (Montevideo, 14 gennaio 1994) è un calciatore uruguaiano, difensore del Vitória Guimarães.